# Huawei Ascend D Quad
De Huawei Ascend D Quad is een smartphone van het Chinese bedrijf Huawei. Het toestel werd geïntroduceerd tijdens het Mobile World Congress 2012 in Barcelona en is samen met HTC's One X en LG's Optimus 4X HD de eerste smartphone met een quadcore-processor.
Het toestel maakt gebruik van het Google Android 4.0, ook wel "Ice Cream Sandwich" genoemd. Het lcd-touchscreen van Toshiba heeft een schermdiagonaal van 4,5 inch en een resolutie van 1280 bij 720 pixels. Achter op de telefoon is er een camera van 8 megapixels en aan de voorkant bevindt zich nog een camera van 1,3 megapixels om te kunnen videobellen. Van het toestel komt ook een XL-versie uit met een extra zware batterij. Dit is de enige versie van het toestel dat naar Nederland komt.